# David Wansbrough
David Colin Wansbrough (29 aprile 1965) è un ex hockeista su prato australiano, vincitore dell'argento olimpico a Barcellona 1992.
Ai Giochi di Seul 1988 si era è classificato quarto.

## Palmarès
- Giochi olimpici

Barcellona 1992: argento.
- Campionato mondiale di hockey su prato

Lahore 1990: bronzo.
Sydney 1994: bronzo.